# Килакитсок

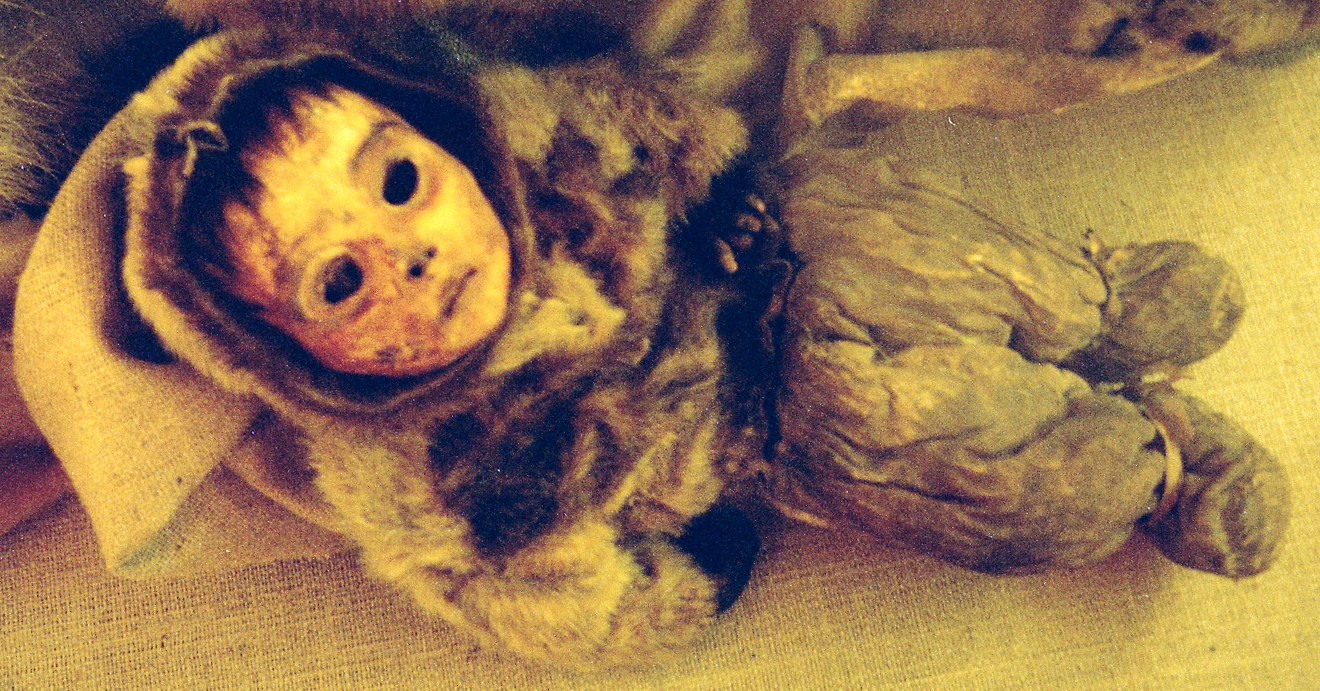
Мумия полугодовалого младенца

Килакитсок (гренл. Qilakitsoq) — археологический памятник на полуострове Нуусуак, на берегу Уумманнак-фьорда на северо-западе Гренландии. Формально поселение, он славится обнаружением восьми мумифицированных тел в 1972 году. Четыре из мумий в настоящее время экспонируются в Национальном музее Гренландии.

## Археологические раскопки
В ледяной могиле были найдены останки тел, датируемые 1475 годом. Четыре из восьми найденных тел хорошо сохранились благодаря тому, что были захоронены под скалой при холодной температуре. Произошёл процесс лиофилизации.
В первой могиле найдены мумии шести женщин, лежащих друг на друге. Сверху лежали тела двух мальчиков, одно из них хорошо сохранилось. В соседней могиле друг на друге находились тела трёх женщин. Обе ямы были покрыты камнями. Могила была найдена в 1972 году двумя братьями во время охоты. О своей находке охотники сообщили властям, однако её исследование было проведено лишь в 1977 году.
Наряду с мумиями в могилах были найдены 78 предметов одежды, сшитых из шкур северного оленя, тюленя и других животных. Мальчик, возможно, страдал симптомами синдрома Дауна, у пяти из шести женщин были татуировки на лице. Ребёнок наиболее известен среди остальных тел, и, возможно, он был захоронен заживо. В случае смерти матери так было принято в эскимосской культуре.
В 2007 году тестирование ДНК доказало близкие семейные связи между всеми мумиями.